# Занимање
Занимање (енгл. оccupation) је скуп активности или послова за које је неко оспособљен и којима се бави на трајнији начин, а чији је исход производ у ширем смислу, добро или услуга.
Појединац бира занимање према својим склоностима, али је неопходно проћи одговарајућу обуку или припрему, која може трајати више година. Занимање углавном подразумева плаћену активност, а у социолошком смислу занимањем се може назвати и неплаћена активност ако је она трајније уобличена и даје препознатљиве радне резултате, као у случају домаћице.
Сродни појмови гласе: позив, струка, занат, професија, посао.

## Подела рада
Занимања су настала захваљујући подели рада у друштву, а њихов број се увећавао даљом специјализацијом послова. Кроз историју поједина занимања су нестала онда кад више није било потребе за њиховим постојањем, али су исто тако настајала нека сасвим нова занимања или су се мењали карактер и сложеност ранијих занимања. Овакве промене биле су подстакнуте модернизацијским процесима у друштву, као што је била индустријализација или, данас, дигитализација и ширење компјутерских технологија у свим делатностима.